# Пенчо Златев
Пенчо Златев (болг. Петко Иванов Златев), також відомий як Пенчо Іванов Златев (болг. Пенчо Иванов Златев) (2 листопада 1881, Єлена — 24 липня 1948) — болгарський військовий та політичний діяч, очолював уряд країни напередодні Другої світової війни.

## Біографія
Народився 2 листопада 1883 в місті Елена. Закінчивши Військове училище в Софії в 1903, служив в кавалерії. У 1914 закінчив Миколаївську академію Генерального штабу в Санкт-Петербурзі. Брав участь в Балканських війнах і Першій світовій війні, командував кількома кавалерійськими полками (1-м, 6-м і 9-м), а з 1928 по 1934 був інспектором кавалерії.
Інспектор-генерал кавалерії, Златев був також членом Військового союзу, правої групи, яка мала тісні зв'язки з партією Ланка. Після перевороту 1934 року Златев очолив міністерство оборони. Пізніше цар Борис III організував контрпереворот і призначив Златева прем'єр-міністром країни 22 січня 1935.

## Нагороди
- Орден «За хоробрість» III ступеня II класу і IV ступеня I і II класів
- Орден «Святий Олександр» V ступеня без мечей і V ступеня з мечами між сторонами хреста
- Орден «За військові заслуги» II ступеня
- Орден «Залізний Хрест» ІІ класу